# Scioto River
Scioto River er en biflod til Ohio River i det centrale/østlige USA. Den løber mod syd gennem staten Ohio, blandt andet gennem delstatshovedstaden Columbus, og munder ud i Ohio River ved byen Portsmouth. Floden er 372 km lang, og har et afvandingsområde på 	16.879 km².